# 菅根光雄
菅根 光雄（すがね みつお、1951年（昭和26年）6月1日 - ）は、日本の政治家。元山形県尾花沢市長（1期）、元尾花沢市議会議員（6期）。

## 来歴
山形県新庄市生まれ。父親の仕事の関係で中学2年の時に尾花沢市に移り住んだ。尾花沢市立尾花沢中学校、山形県立楯岡高等学校、法政大学法学部法律学科卒業。1975年（昭和50年）から学習塾を経営。
1995年（平成7年）、尾花沢市議会議員に初当選。2011年（平成23年）8月4日から3年間、議長を務めた。2015年（平成27年）、6期目の当選を果たす。
2018年（平成30年）3月30日、任期満了に伴う尾花沢市長選挙に立候補する意向を表明。同年7月15日に行われた市長選に国民民主党・日本共産党・社民党の推薦を受けて立候補。告示日には現職の加藤国洋市長の応援演説も受ける。元防衛省職員の結城裕（自民党・公明党推薦）との一騎打ちを制し初当選した。8月12日、市長就任。
※当日有権者数：14,109人 最終投票率：76.08%（前回比：10.54pts）
| 候補者名 | 年齢 | 所属党派 | 新旧別 | 得票数  | 得票率 | 推薦・支持                             |
| -------- | ---- | -------- | ------ | ------- | ------ | -------------------------------------- |
| 菅根光雄 | 67   | 無所属   | 新     | 5,414票 | 51.07% | （推薦）国民民主党・日本共産党・社民党 |
| 結城裕   | 61   | 無所属   | 新     | 5,188票 | 48.93% | （推薦）自由民主党・公明党             |

2022年（令和4年）2月19日、発熱があり、市外の医療機関でPCR検査を受けたところ新型コロナウイルス陽性が判明した。
2022年7月24日投開票の市長選挙で再選を目指すも、前回に続き立候補した結城（自民・公明両党の尾花沢支部が推薦）に僅か4票差で敗れ落選。
※当日有権者数：12,769人 最終投票率：74.92%（前回比：1.16pts）
| 候補者名 | 年齢 | 所属党派 | 新旧別 | 得票数  | 得票率 | 推薦・支持                                 |
| -------- | ---- | -------- | ------ | ------- | ------ | ------------------------------------------ |
| 結城裕   | 65   | 無所属   | 新     | 4,744票 | 50.02% | （推薦）自民党尾花沢支部、公明党尾花沢支部 |
| 菅根光雄 | 71   | 無所属   | 現     | 4,740票 | 49.98% |                                            |